# Komenda Rejonu Uzupełnień Warszawa Powiat

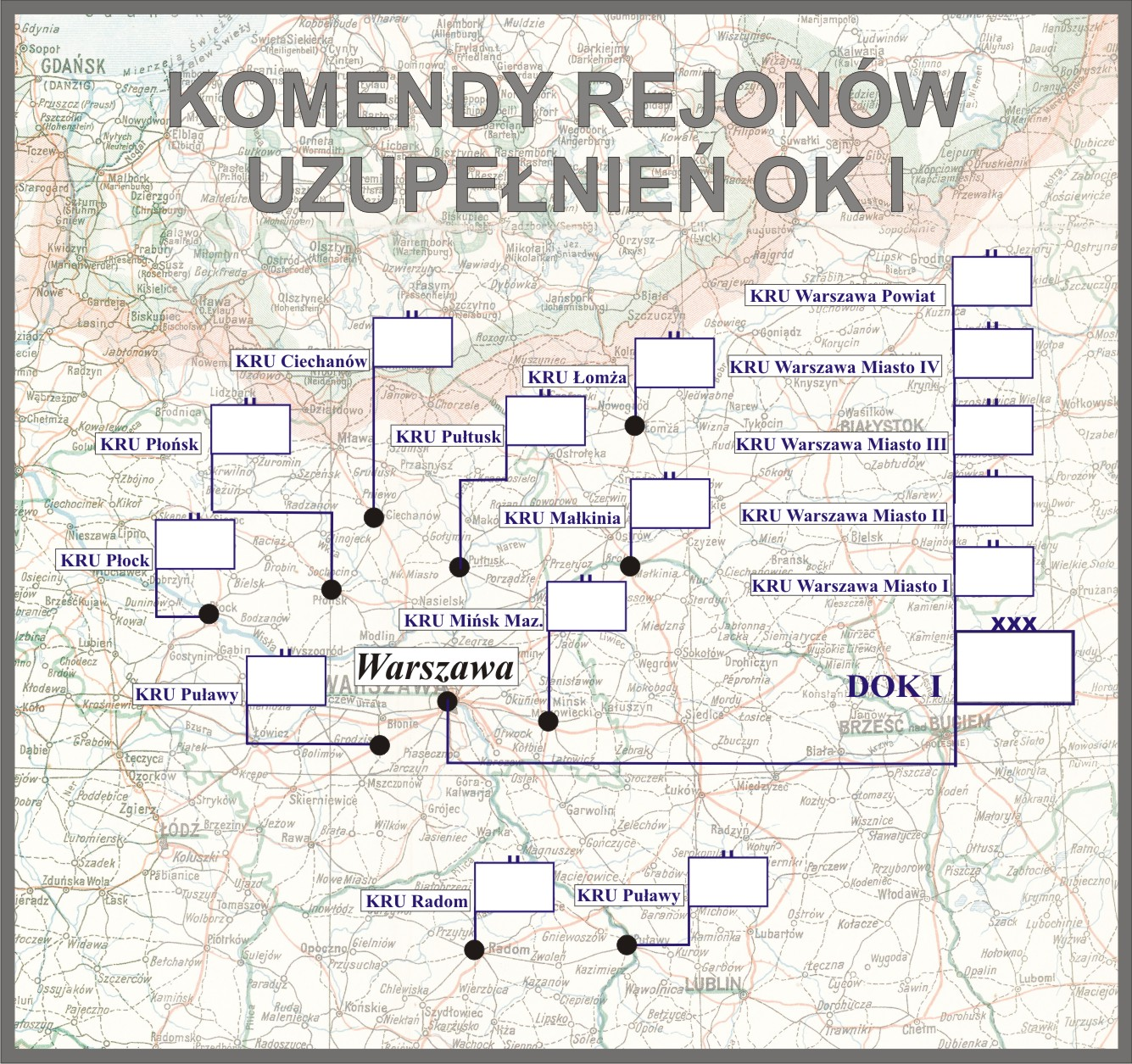
Komendy rejonów uzupełnień OK I

Komenda Rejonu Uzupełnień Warszawa Powiat (KRU Warszawa Powiat) – organ wojskowy właściwy w sprawach uzupełnień Sił Zbrojnych II Rzeczypospolitej i administracji rezerw w powierzonym mu rejonie.

## Formowanie i zmiany organizacyjne
15 listopada 1921 roku, w związku z wprowadzeniem podziału kraju na dziesięć okręgów korpusów oraz wprowadzeniem pokojowej organizacji służby poborowej, na obszarze Okręgu Korpusu Nr I została utworzona Powiatowa Komenda Uzupełnień Warszawa Powiat z siedzibą przy ul. Polnej 36. Okręg poborowy PKU Warszawa Powiat obejmował powiaty: warszawski i grójecki. Przed wejściem w życie pokojowej organizacji służby poborowej południową częścią powiatu warszawskiego administrowała PKU 36 pp w Mińsku Mazowieckim, natomiast częścią północną – PKU 13 pp w Pułtusku, zaś powiatem grójeckim PKU 5 pp Leg. w Warszawie.
21 listopada 1921 generał podporucznik Stefan de Latour „podał do wiadomości i ścisłego zastosowania się nowy podział D-twa Okr. Korp. Nr I Warszawa na PKU obowiązujący z dniem 15 XI 1921”. W załączonym wykazie wymieniona została Komenda Okręgu Poborowego Warszawa (powiat) Nr 4, której zadaniem było „uzupełnianie w pierwszym rzędzie” 5 pułku piechoty, którego Kadra Batalionu Zapasowego stacjonowała w Warszawie.
W lipcu 1922 roku PKU Warszawa Powiat została przeniesiona na ul. Koszykową 79.
18 listopada 1924 roku weszła w życie ustawa z dnia 23 maja 1924 roku o powszechnym obowiązku służby wojskowej, a 15 kwietnia 1925 roku rozporządzenie wykonawcze ministra spraw wojskowych do tejże ustawy, wydane 21 marca tego roku wspólnie z ministrami: spraw wewnętrznych, zagranicznych, sprawiedliwości, skarbu, kolei, wyznań religijnych i oświecenia publicznego, rolnictwa i dóbr państwowych oraz przemysłu i handlu. Wydanie obu aktów prawnych wiązało się z przejęciem przez władze cywilne (administracji I instancji) większości zadań związanych z przygotowaniem i przeprowadzeniem poboru. Przekazanie większości zadań władzom cywilnym umożliwiło organom służby poborowej zajęcie się wyłącznie racjonalnym rozdziałem rekruta oraz ewidencją i administracją rezerw. Do tych zadań dostosowana została organizacja wewnętrzna powiatowych komend uzupełnień i ich składy osobowe. Poszczególne komendy różniły się między sobą składem osobowym w zależności od wielkości administrowanego terenu.
Zadania i nowa organizacja PKU określone zostały w wydanej 27 maja 1925 roku instrukcji organizacyjnej służby poborowej na stopie pokojowej. W skład PKU Warszawa Powiat wchodziły dwa referaty: I) referat administracji rezerw i II) referat poborowy. Nowa organizacja i obsada służby poborowej na stopie pokojowej według stanów osobowych L. O. I. Szt. Gen. 3477/Org. 25 została ogłoszona 4 lutego 1926 roku. Z tą chwilą zniesione zostały stanowiska oficerów ewidencyjnych.
12 marca 1926 roku została ogłoszona obsada personalna Przysposobienia Wojskowego, zatwierdzona rozkazem Dep. I L. 6000/26 przez pełniącego obowiązki szefa Sztabu Generalnego gen. dyw. Edmunda Kesslera, w imieniu ministra spraw wojskowych. Zgodnie z nową organizacją pokojową Przysposobienia Wojskowego zostały zlikwidowane stanowiska oficerów instrukcyjnych przy PKU, a w ich miejsce utworzone rozkazem Oddz. I Szt. Gen. L. 7600/Org. 25 stanowiska oficerów przysposobienia wojskowego w pułkach piechoty.
Od 1926 roku, obok ustawy o powszechnym obowiązku służby wojskowej i rozporządzeń wykonawczych do niej, działalność PKU Warszawa Powiat normowała „Tymczasowa instrukcja służbowa dla PKU”, wprowadzona do użytku rozkazem MSWojsk. Dep. Piech. L. 100/26 Pob.
W marcu 1930 roku PKU Warszawa Miasto Powiat nadal podlegała Dowództwu Okręgu Korpusu Nr I i administrowała powiatem warszawskim i grójeckim. W grudniu tego roku PKU Warszawa Miasto Powiat posiadała skład osobowy typ specjalny. Siedziba komendy znajdowała się przy ul. Jagiellońskiej.
1 lipca 1938 roku weszła w życie nowa organizacja służby poborowej, zgodnie z którą dotychczasowa PKU Warszawa Powiat została przemianowana na Komendę Rejonu Uzupełnień Warszawa Powiat przy czym nazwa ta zaczęła obowiązywać 1 września 1938 roku, z chwilą wejścia w życie ustawy z dnia 9 kwietnia 1938 roku o powszechnym obowiązku wojskowym. Obok wspomnianej ustawy i rozporządzeń wykonawczych do niej, działalność PKU Warszawa Powiat normowały przepisy służbowe MSWojsk. D.D.O. L. 500/Org. Tjn. Organizacja służby uzupełnień na stopie pokojowej z 13 czerwca 1938 roku. Zgodnie z tymi przepisami komenda rejonu uzupełnień była organem wykonawczym służby uzupełnień.
Komendant rejonu uzupełnień w sprawach dotyczących uzupełnień Sił Zbrojnych i administracji rezerw podlegał bezpośrednio dowódcy Okręgu Korpusu Nr II, który był okręgowym organem kierowniczym służby uzupełnień. Rejon uzupełnień nie uległ zmianie.

## Obsada personalna
Poniżej przedstawiono wykaz oficerów zajmujących stanowisko komendanta Powiatowej Komendy Uzupełnień i komendanta rejonu uzupełnień oraz wykaz osób funkcyjnych (oficerów i urzędników wojskowych) pełniących służbę w PKU Warszawa Powiat i KRU Warszawa Powiat, z uwzględnieniem najważniejszych zmian organizacyjnych przeprowadzonych w latach 1926 i 1938.
| Komendanci                                | Komendanci              | Komendanci                                     |
| stopień, imię i nazwisko                  | okres pełnienia funkcji | kolejne stanowisko (dalsze losy)               |
| ----------------------------------------- | ----------------------- | ---------------------------------------------- |
| mjr piech. Kazimierz Muszyński            | od IX 1921              | komendant PKU Warszawa Miasto II               |
| płk piech. Lucjan Kopczyński              | do V 1923               | Szef Poborowy DOK III                          |
| płk piech. Stanisław Eulagiusz Sobolewski | V – VII 1923            | komendant PKU Warszawa Miasto III              |
| ppłk piech. Karol Steinbach               | VII 1923 – XI 1925      | komendant PKU Warszawa Miasto II               |
| ppłk piech. Włodzimierz Nyczaj            | XI 1925 – II 1927       | stan spoczynku z dniem 30 IV 1927              |
| mjr piech. Jan Kazimierz Gadomski         | II – VII 1927           | stan spoczynku z dniem 30 IX 1927              |
| ppłk piech. Roman Krzyżanowski            | VIII 1927 – II 1929     | dyspozycja dowódcy OK I                        |
| ppłk. kaw. Witold Łada-Zabłocki           | III 1929 – III 1932     | stan spoczynku z dniem 30 VI 1932              |
| ppłk dypl. piech. Bronisław Radziejowski  | 1 IV 1932 – VIII 1935   | stan spoczynku z dniem 31 X 1935               |
| ppłk piech. Władysław Michał Śpiewak      | 1 IX 1935 – 1939        | od IX 1939 w niewoli, w Oflagu II C Woldenberg |

| Obsada pozostałych stanowisk funkcyjnych PKU w latach 1921–1925 | Obsada pozostałych stanowisk funkcyjnych PKU w latach 1921–1925 | Obsada pozostałych stanowisk funkcyjnych PKU w latach 1921–1925 | Obsada pozostałych stanowisk funkcyjnych PKU w latach 1921–1925 |
| --------------------------------------------------------------- | --------------------------------------------------------------- | --------------------------------------------------------------- | --------------------------------------------------------------- |
| I referent                                                      | kpt. piech. Konstanty Woroszyński                               | od XI 1921                                                      |                                                                 |
| I referent                                                      | mjr piech. Kazimierz II Wiśniewski                              | do VII 1923                                                     | 73 pp                                                           |
| I referent                                                      | mjr piech. Juliusz Józef Pilaski                                | VII 1923 – VI 1924                                              | 86 pp                                                           |
| I referent                                                      | kpt. piech. dr Stanisław Drzymała                               | VI – XII 1924                                                   | słuchacz Kursu 1924-1926 WSInt.                                 |
| I referent                                                      | kpt. piech. Aleksander Mogielnicki                              | I 1925 – II 1926                                                | kierownik I referatu                                            |
| II referent                                                     | por. piech. Olgierd Wazgird                                     | od XI 1921                                                      |                                                                 |
| II referent                                                     | por. piech. Henryk Leśkiewicz                                   | do VII 1923                                                     | 32 pp                                                           |
| II referent                                                     | u. wojsk. XI rangi/por. kanc. Bronisław Szczęsnowicz            | VII 1923 – II 1925                                              | Dep. I MSWojsk.                                                 |
| II referent                                                     | por. piech. Olgierd Wazgird                                     | II – IV 1925                                                    | OE Warszawa Powiat                                              |
| II referent                                                     | por. kanc. Emil Dzbański                                        | od IV 1925                                                      |                                                                 |
| oficer instrukcyjny                                             | u. wojsk. XI rangi Feliks Wojtkowski                            | od XI 1921                                                      |                                                                 |
| oficer instrukcyjny                                             | por. piech. Tadeusz Paulin Lipski                               | do III 1926                                                     | 36 pp                                                           |
| oficer ewidencyjny na powiat grójecki                           | urzędnik wojsk. XI rangi Bronisław Szczęsnowicz                 | do VII 1923                                                     | II referent                                                     |
| oficer ewidencyjny na powiat grójecki                           | urzędnik wojsk. X rangi Emil Dzbański                           | od VII 1923                                                     |                                                                 |
| oficer ewidencyjny na powiat grójecki                           | por. piech. Olgierd Wazgird                                     | VIII 1924 – II 1925                                             | II referent                                                     |
| oficer ewidencyjny na powiat grójecki                           | por. kanc. Stanisław II Jastrzębski                             | III 1925 – II 1926                                              | referent inwalidzki w PKU Wilno                                 |
| oficer ewidencyjny na powiat warszawski                         | por. tab. Cezary Seweryn Pągowski                               | od IV 1923                                                      |                                                                 |
| oficer ewidencyjny na powiat warszawski                         | por. kanc. Emil Dzbański                                        | VIII 1924 – IV 1925                                             | II referent                                                     |
| oficer ewidencyjny na powiat warszawski                         | por. piech. Olgierd Wazgird                                     | od IV 1925                                                      |                                                                 |
| Obsada pozostałych stanowisk funkcyjnych PKU w latach 1926–1938 |                                                                 |                                                                 |                                                                 |
| kierownik I referatu administracji rezerw                       | kpt. piech. Aleksander Mogielnicki                              | II 1926 – VI 1933                                               | referent w Dep. Uzup. MSWojsk.                                  |
| kierownik I referatu administracji rezerw                       | kpt. piech. Mieczysław II Różycki                               | VI – IX 1933                                                    | przydzielony do PKU Warszawa Miasto IV                          |
| kierownik I referatu administracji rezerw                       | kpt. piech. Tadeusz Wiktorczyk                                  | IX 1933 – był w VI 1935                                         |                                                                 |
| kierownik II referatu poborowego                                | por. kanc. Emil Dzbański                                        | od II 1926                                                      |                                                                 |
| kierownik II referatu poborowego                                | kpt. gosp. Tadeusz Piotr Bronikowski                            | do XI 1927                                                      | referent w Wydziale Poborowym Dep. Piech. MSWojsk.              |
| kierownik II referatu poborowego                                | kpt. piech. Stanisław Kohutnicki                                | od XI 1927                                                      |                                                                 |
| referent                                                        | por. piech. Olgierd Wazgird                                     | II 1926 – II 1927                                               | referent PKU Łomża                                              |
| referent                                                        | por. piech. Marceli Jerzy Kończyński                            | do XI 1927                                                      | przydzielony do dżand. KOP                                      |
| referent                                                        | rtm. Władysław I Doliński                                       | XI 1928 – VIII 1929                                             | dyspozycja dowódcy OK I                                         |
| referent                                                        | kpt. gosp. Karol Filipetz                                       | I 1930 –                                                        |                                                                 |
| Obsada pozostałych stanowisk funkcyjnych KRU w latach 1938–1939 |                                                                 |                                                                 |                                                                 |
| kierownik I referatu ewidencji                                  | kpt. adm. (piech.) Stanisław Kohutnicki                         | był w III 1939                                                  | od IX 1939 w niewoli, w Oflagu VI B Dössel                      |
| kierownik II referatu uzupełnień                                | kpt. piech. Jan Karol Kossowski                                 | był w III 1939                                                  |                                                                 |